# 秦淮区
秦淮区是位于南京市市区东南部的一个市辖区，西接建邺区，西南方向与雨花台区相邻，东南部和东面与江宁区接壤，北面则是玄武区和鼓楼区。秦淮区因为十里内秦淮河贯穿全境而得名，古时曾是人文荟萃、商贾云集之地，史称“十里秦淮、六朝金粉”，秦淮区源于民国时期的第三区（门东区）和第四区（门西区），区人民政府驻太平南路69号。区域总面积为49.11平方公里。
根据当地政府的统计资料，2008年秦淮区各项经济指标为：全年实现地区生产总值74.4亿元，比上年增长11.2％。 其中，第二产业增加值29.02亿元，增长-3.6％。 第三产业增加值45.36亿元，增长22.4％。人均生产总值19661元。三次产业比重为0∶39∶61。全年完成固定资产投资50.07亿元，增长11.2％。其中，城镇固定资产投资完成24.47亿元，增长28.9%。实现财政总收入15.67亿元，其中地方财政一般预算收入7.78亿元，增长18.8％。

## 行政区划
秦淮区下辖12个街道办事处：
五老村街道、洪武路街道、大光路街道、瑞金路街道、月牙湖街道、光华路街道、朝天宫街道、秦虹街道、夫子庙街道、红花街道、双塘街道和中华门街道。

## 人口
根據第七次全国人口普查數據，截至2020年11月1日零時，秦淮區常住人口為740809人。
截止2018年末，总人口100.24万人，男女性别比98.35∶100，人口出生率8.42‰，死亡率6.73‰，自然增长率1.69‰。

## 历史
秦淮区是南京市最为著名的老城区，拥有大量的文物古迹和历史人文景观。
伴随前472年越王勾践建越城起，秦淮区人文便始见史册。前210年，秦始皇设秣陵县，并开凿出秦淮河，引淮水进入长江。221年，孙吴在今中华门内筑丹阳郡城。229年，东吴定都建业，南京首次成为中国历史都城。随后东晋、南朝（宋、齐、梁、陈）均定都南京，秦淮地区开始发展成为繁华地带，史称“六朝金粉”。589年，陈被隋攻灭，六朝宫阙府苑均被毁，秦淮一带逐渐衰落，但有不少文人墨客到此游历咏颂，留下很多悼古诗篇。宋代，内秦淮河开始成为城市内主要的水上交通载体，秦淮范围内的十里秦淮河开始重新进入繁盛时期。至明朝定都南京起，秦淮成为城市核心区域，商贾贸易非常繁盛，并逐渐修建起大量的儒学文化建筑，夫子庙附近还集中出现了一批酒馆、茶社、妓院等娱乐场所，这里逐渐成为中国东南各省的文化商业中心。余懷在《板橋雜記》中記述：“秦淮燈船之盛，天下所無，兩岸河房，雕欄畫檻，綺窗絲障，十裏珠簾。”
1927年，国民政府定都南京，设南京特别市政府于江南贡院旧址。1933年，南京市政府划分区属行政区域，现秦淮区大部分属第三区、第四区。中国抗日战争时，大批古建筑因战乱被毁坏或夷平，秦淮文化再次衰落。日军占领南京期间，秦淮分属第一、二区。中华人民共和国建立后，在原民国区划基础上成立南京市第三区，1955年时命名为秦淮区。1966年，文化大革命爆发，以革命城市遵义为名改为遵义区。1973年恢复秦淮区区名。1974年，因批林批孔运动的兴起，秦淮区内的大量儒学文化建筑被破坏。20世纪80年代起，南京市逐步开始保护和重建秦淮地区的历史文化建筑，并将夫子庙地区开发为历史文化旅游景区。1995年，原雨花台区红花镇和南京大校场机场军事用地被列入秦淮区区属范围内。2001年，红花镇被改为秦淮区下属的一个街道。2008年，大校场机场确定即将搬迁，原近10平方公里的军事用地将在机场搬迁后正式划入秦淮区政府管辖。
2013年2月，中华人民共和国国务院正式批复同意撤销南京市原秦淮区、白下区，合并成立新的秦淮区行政区域。3月28日，新的秦淮区正式揭牌成立，成为南京市四个主城区之一。

## 旅游景点
- 夫子庙、江南贡院
- 瞻园
- 南京城墙：中华门城堡
- 老门东：芥子园等
- 白鹭洲公园
- 东水关
- 朝天宫
- 甘熙故居
- 南京吴敬梓纪念馆
- 报恩寺塔
- 愚园
- 净觉寺